# 初音町
初音町（はつねちょう）は、神奈川県横浜市中区の町名。現行行政地名は初音町1丁目から初音町3丁目（字丁目）。住居表示未実施区域。

## 地理
中区の北西部に位置し、北東に日ノ出町、南東に黄金町、北西に英町、南西に南区前里町、北に西区東ケ丘と接している。

## 名称の由来
町名の由来は鶯の初音に因み、後の四丁目に「鶯谷」と呼ばれる所があることから命名された。江戸時代、輪王寺宮（東叡山主）が京都から鶯を取り寄せて放った所であり、この辺りには鳴き声の良い鶯がたくさんいたという。また、霊梅院の境内には初音の森があったが、火事で焼けてしまい、その名のみが残ったという。

## 歴史

### 沿革
- 1889年（明治22年）4月1日 - 横浜市に編入。横浜市初音町となる[7]。
- 1927年（昭和2年）10月1日 - 横浜市の区制施行により、中区を新設。横浜市中区初音町となる[8]。
- 1928年（昭和3年）9月1日 - 黄金町、三春町の各一部を初音町に編入。初音町の一部を前里町へ編入[9]。

## 世帯数と人口
2025年（令和7年）6月30日現在（横浜市発表）の世帯数と人口は以下の通りである。
| 丁目        | 世帯数    | 人口    |
| ----------- | --------- | ------- |
| 初音町1丁目 | 384世帯   | 522人   |
| 初音町2丁目 | 383世帯   | 537人   |
| 初音町3丁目 | 495世帯   | 697人   |
| 計          | 1,262世帯 | 1,756人 |

### 人口の変遷
国勢調査による人口の推移。
| 年                 | 人口  |
| ------------------ | ----- |
| 1995年（平成7年）  | 1,011 |
| 2000年（平成12年） | 1,060 |
| 2005年（平成17年） | 1,078 |
| 2010年（平成22年） | 1,385 |
| 2015年（平成27年） | 1,552 |
| 2020年（令和2年）  | 1,645 |

### 世帯数の変遷
国勢調査による世帯数の推移。
| 年                 | 世帯数 |
| ------------------ | ------ |
| 1995年（平成7年）  | 559    |
| 2000年（平成12年） | 653    |
| 2005年（平成17年） | 678    |
| 2010年（平成22年） | 892    |
| 2015年（平成27年） | 1,008  |
| 2020年（令和2年）  | 1,136  |

## 学区
市立小・中学校に通う場合、学区は以下の通りとなる（2024年11月時点）。
| 丁目        | 番・番地等 | 小学校           | 中学校             |
| ----------- | ---------- | ---------------- | ------------------ |
| 初音町1丁目 | 全域       | 横浜市立東小学校 | 横浜市立老松中学校 |
| 初音町2丁目 | 全域       | 横浜市立東小学校 | 横浜市立老松中学校 |
| 初音町3丁目 | 全域       | 横浜市立東小学校 | 横浜市立老松中学校 |

## 事業所
2021年現在の経済センサス調査による事業所数と従業員数は以下の通りである。
| 丁目        | 事業所数 | 従業員数 |
| ----------- | -------- | -------- |
| 初音町1丁目 | 28事業所 | 144人    |
| 初音町2丁目 | 21事業所 | 113人    |
| 初音町3丁目 | 24事業所 | 195人    |
| 計          | 73事業所 | 452人    |

### 事業者数の変遷
経済センサスによる事業所数の推移。
| 年                 | 事業者数 |
| ------------------ | -------- |
| 2016年（平成28年） | 63       |
| 2021年（令和3年）  | 73       |

### 従業員数の変遷
経済センサスによる従業員数の推移。
| 年                 | 従業員数 |
| ------------------ | -------- |
| 2016年（平成28年） | 298      |
| 2021年（令和3年）  | 452      |

## 交通
- 神奈川県道218号弥生台桜木町線

## その他

### 日本郵便
- 郵便番号：231-0053[3]（集配局：横浜港郵便局[19]）

### 警察
町内の警察の管轄区域は以下の通りである。
| 丁目        | 番・番地等 | 警察署         | 交番・駐在所 |
| ----------- | ---------- | -------------- | ------------ |
| 初音町1丁目 | 全域       | 伊勢佐木警察署 | 黄金町交番   |
| 初音町2丁目 | 全域       | 伊勢佐木警察署 | 黄金町交番   |
| 初音町3丁目 | 全域       | 伊勢佐木警察署 | 黄金町交番   |